# Deutsche Leichtathletik-Hallenmeisterschaften 1996
Die 43. Deutschen Leichtathletik-Hallenmeisterschaften wurden am 24. und 25. Februar 1996 vor 7000 Zuschauern in der Europahalle in Karlsruhe ausgetragen. Zum dritten Mal war Karlsruhe Gastgeber.
Die 3 × 1000 m der Männer wurden am 18. Februar 1996 im Rahmen der Deutschen Jugend-Hallenmeisterschaften in Dortmund ausgetragen.
Axel Noack im 5000-Meter-Bahngehen und Petra Lobinger im Dreisprung gewannen jeweils mit neuem deutschem Rekord. Drei Meistertitel gewann die Sprinterin Melanie Paschke.

## Medaillengewinner

### Männer
| Disziplin      | Gold                                                                                 | Leistung          | Silber                                                                                  | Leistung     | Bronze                                                                                    | Leistung     |
| -------------- | ------------------------------------------------------------------------------------ | ----------------- | --------------------------------------------------------------------------------------- | ------------ | ----------------------------------------------------------------------------------------- | ------------ |
| 60 m           | Marc Blume (TV Wattenscheid)                                                         | 6,56 s            | Michael Huke (TV Wattenscheid)                                                          | 6,61 s       | Jörg Deerberg (TuS Eintracht Minden)                                                      | 6,66 s       |
| 200 m          | Marc Blume (TV Wattenscheid)                                                         | 21,07 s           | Holger Blume (TV Wattenscheid)                                                          | 21,15 s      | Andreas Ruth (LC Rehlingen)                                                               | 21,29 s      |
| 400 m          | Julian Voelkel (LG Bayer Leverkusen)                                                 | 46,43 s           | Alexander Müller (LAC Halensee Berlin)                                                  | 46,94 s      | Kai Karsten (LG Braunschweig)                                                             | 47,11 s      |
| 800 m          | Nico Motchebon (LAC Quelle Fürth/München)                                            | 1:48,35 min       | Imran Sillah (Allgemeiner Rather Turnverein)                                            | 1:48,56 min  | Joachim Dehmel (LAC Quelle Fürth/München)                                                 | 1:48,57 min  |
| 1500 m         | Rüdiger Stenzel (TV Wattenscheid)                                                    | 3:46,44 min       | Mirko Döring (ASV Köln)                                                                 | 3:47,35 min  | Michael Gottschalk (OSC Berlin)                                                           | 3:47,42 min  |
| 3000 m         | Uwe Pflügner (ESC Erfurt)                                                            | 7:59,80 min       | Dominique Löser (LG Ratio Münster)                                                      | 3:38,96 min  | Jörg Haas (TV Schriesheim)                                                                | 3:44,44 min  |
| 60 m Hürden    | Falk Balzer (TuS Jena)                                                               | 7,53 s            | Sven Göhler (LG Potsdam Luftschiffhafen)                                                | 7,62 s       | Claude Edorh(ASV Köln)                                                                    | 7,69 s       |
| 4 × 200 m      | LT 85 HannoverAndré Volkmann Matthias Franke Alexander Kosenkow Jan Hendrik Marhauer | 1:25:46 min       | LC RehlingenRoger Gräber Andreas Ruth Ralf Ruth Uwe Eisenbeis                           | 1:25,78 min  | LAV Bayer Uerdingen/DormagenHelmut Fröhling Wolfgang Montag Olaf Günther Thomas Heinrichs | 1:28,47 min  |
| 4 × 400 m      | LAC Halensee BerlinDietmar Koszewski Marco Seidler Jan Lenzke Alexander Müller       | 3:10,41 min       | LG Olympia DortmundMichael Kutscher Sven Timmermann Marco Kleinsteuber Tobias Schlitzer | 3:12,02 min  | LAC Quelle Fürth/MünchenFaliero Graiani Gregor Omonsky Holger Obenauer Norbert Wörlein    | 3:15,25 min  |
| 3 × 1000 m     | LAC Quelle Fürth/MünchenDarko Leo Joachim Dehmel Nico Motchebon                      | 7:10,81 min       | LG Nike BerlinThomas Kreutz Stephan Kabat Thomas Bobbert                                | 7:11,85 min  | ASV KölnMirko Döring Christian Ermert Christoph Meyer                                     | 7:11,91 min  |
| 5000 m Gehen   | Axel Noack (OSC Berlin)                                                              | 18:37,70 min (NR) | Nischan Daimer (OSC München)                                                            | 19:19:23 min | Mike Trautmann (LGV Gleina)                                                               | 19:31,89 min |
| Hochsprung     | Ralf Sonn (TSG Weinheim)                                                             | 2,26 m            | Christian Rhoden (LG Bayer Leverkusen)                                                  | 2,26 m       | Anton Riepl (LAC Quelle Fürth/München)                                                    | 2,23 m       |
| Stabhochsprung | Tim Lobinger (LG Bayer Leverkusen)                                                   | 5,75 m            | Andrei Tivontschik (LAZ Zweibrücken)                                                    | 5,70 m       | Michael Stolle (LG Bayer Leverkusen)                                                      | 5,60 m       |
| Weitsprung     | Konstantin Krause (TSV Erfurt)                                                       | 7,93 m            | Dietmar Haaf (FV Salamander Kornwestheim)                                               | 7,89 m       | Frank Loeven (LG Frankfurt)                                                               | 7,78 m       |
| Dreisprung     | Charles Friedek (LG Bayer Leverkusen)                                                | 16,44 m           | André Ernst (TV Wattenscheid)                                                           | 16,31 m      | Karsten Richter (SC Empor Rostock)                                                        | 16,11 m      |
| Kugelstoßen    | Oliver-Sven Buder (TV Wattenscheid)                                                  | 20,23 m           | Dirk Urban (LG Wedel-Pinneberg)                                                         | 19,70 m      | Michael Mertens (LG Göttingen)                                                            | 18,99 m      |

### Frauen
| Disziplin      | Gold                                                                           | Leistung     | Silber                                                                           | Leistung     | Bronze                                                                           | Leistung     |
| -------------- | ------------------------------------------------------------------------------ | ------------ | -------------------------------------------------------------------------------- | ------------ | -------------------------------------------------------------------------------- | ------------ |
| 60 m           | Melanie Paschke (TV Wattenscheid)                                              | 7,09 s       | Bettina Zipp (TV Wattenscheid)                                                   | 7,37 s       | Esther Möller (LBV Phönix von 1903)                                              | 7,39 s       |
| 200 m          | Melanie Paschke (TV Wattenscheid)                                              | 22,90 s      | Birgit Rockmeier (LAG Mittlere Isar)                                             | 23,44 s      | Shanta Ghosh (LG DJK Erbach/SG St. Ingbert)                                      | 24,06 s      |
| 400 m          | Grit Breuer (LT 85 Hannover)                                                   | 51,52 s      | Anja Rücker (TuS Jena)                                                           | 52,24 s      | Anja Knippel (Erfurter LAC)                                                      | 53,07 s      |
| 800 m          | Ivonne Teichmann (SC Magdeburg)                                                | 2:05,94 min  | Marlies Hartlieb (OSC Berlin)                                                    | 2:05,97 min  | Katrin Bröger (LG Braunschweig)                                                  | 2:06,48 min  |
| 1500 m         | Sylvia Kühnemund (SV Halle)                                                    | 4:17,94 min  | Steffi Kallensee (Eintracht Frankfurt)                                           | 4:24,77 min  | Christiane Soeder (ASV Köln)                                                     | 4:24,98 min  |
| 3000 m         | Monika Schäfer (LAC Quelle Fürth/München)                                      | 9:15,63 min  | Melanie Kraus (ASV Köln)                                                         | 9:20,64 min  | Christine Stief (LAC Quelle Fürth/München)                                       | 9:22,97 min  |
| 60 m Hürden    | Heike Tillack (MTG Mannheim)                                                   | 7,99 s       | Birgit Wolf (VfL Sindelfingen)                                                   | 8,00 s       | Caren Jung (MTG Mannheim)                                                        | 8,06 s       |
| 4 × 200 m      | TV WattenscheidMelanie Paschke Bettina Zipp Carmen Bertmaring Monika Gosciniak | 1:33,64 min  | LG Olympia DortmundSilke-Beate Knoll Andrea Philipp Katja Seidel Birgit Brodbeck | 1:35,29 min  | LAG Mittlere IsarBirgit Freihuber Birgit Rockmeier Gabi Rockmeier Melanie Wacker | 1:35,96 min  |
| 3000 m Gehen   | Beate Gummelt (LAC Halensee Berlin)                                            | 11:53,03 min | Simone Thust (LAC Halensee Berlin)                                               | 12:45,66 min | Sandy Leddin (TSV Erfurt)                                                        | 12:46,00 min |
| Hochsprung     | Alina Astafei (USC Mainz)                                                      | 1,93 m       | Manuela Aigner (Kieler TB)                                                       | 1,83 m       | Helen Sanzenbacher (ABC Ludwigshafen)                                            | 1,83 m       |
| Stabhochsprung | Christine Adams (SuS Dinslaken)                                                | 4,05 m (MR)  | Daniela Köpernick (LG Potsdam Luftschiffhafen)                                   | 4,00 m       | Nastja Ryjikh (LAZ Zweibrücken)                                                  | 4,00 m       |
| Weitsprung     | Claudia Gerhardt (LAZ Rhede)                                                   | 6,63 m       | Michaela Frank (LAV Bayer Uerdingen/Dormagen)                                    | 6,34 m       | Stephanie Hort (SV Saar 05 Saarbrücken)                                          | 6,30 m       |
| Dreisprung     | Petra Lobinger (LG Bayer Leverkusen)                                           | 14,15 m (NR) | Helga Radtke (LAC Quelle Fürth/München)                                          | 13,70 m      | Nicole Herschmann (OSC Berlin)                                                   | 13,53 s      |
| Kugelstoßen    | Astrid Kumbernuss (SC Neubrandenburg)                                          | 20,25 m      | Kathrin Neimke (SC Magdeburg)                                                    | 19,66 m      | Stephanie Storp (VfL Wolfsburg)                                                  | 19,13 m      |